# Troglohyphantes dinaricus
Troglohyphantes dinaricus är en spindelart som först beskrevs av Josef Kratochvíl 1948.  Troglohyphantes dinaricus ingår i släktet Troglohyphantes och familjen täckvävarspindlar.
Artens utbredningsområde är Kroatien. Inga underarter finns listade i Catalogue of Life.